# 다카하시촌 (효고현)
다카하시촌(高橋村)은 효고현 이즈시군에 있던 촌이다. 현재의 도요오카시 남동부에 해당한다.